# SBI生命保険
SBI生命保険株式会社（エスビーアイせいめいほけん）は、東京都港区六本木に本社のある日本の生命保険会社である。

## 概要
1990年にオリエントコーポレーション傘下の生命保険会社として設立されたが、2001年2月に英国プルーデンシャルグループの傘下に入る。収入保障保険や変額個人年金保険を始め、貯蓄性の高い保険商品を発売していたが、2010年2月15日をもって全商品の新契約を休止した。
2015年2月、SBIホールディングスの傘下に入り、同年5月に現在の商号となった。2016年2月より新商品の発売を開始している。

## 沿革
- 1990年（平成2年）
  - 7月 - オリエントエイオン生命保険株式会社として東京都新宿区西新宿に設立。
  - 9月 - 営業開始。
- 1991年（平成3年）12月 - オリコ生命保険株式会社へ商号変更。本社を東京都豊島区東池袋へ移転。
- 2001年（平成13年）
  - 2月 - 英・プルーデンシャルグループが全株式を取得。
  - 7月 - ピーシーエー生命保険株式会社へ商号変更。
- 2002年（平成14年）5月 - 本社を東京都港区赤坂へ移転。
- 2010年（平成22年）2月 - 保険商品の新規取扱いを休止。
- 2011年（平成23年）4月 - 委員会設置会社へ移行。
- 2015年（平成27年）
  - 2月 - SBIグループが全株式を取得。
  - 5月 - SBI生命保険株式会社へ商号変更。
  - 7月 - 本社を東京都新宿区西新宿へ移転。
- 2016年（平成28年）3月 - 本社を東京都港区六本木へ移転。
- 2017年（平成29年）3月 - SBIインシュアランスグループの完全子会社となる。